# Death in June
Death in June, skraćeno DI6, engleski je neofolk sastav koji vodi engleski glazbenik Douglasa P. (pravo ime Douglas Pearce). Sastav je osnovan 1981. Tada su sastav činili Douglas P., Patrick Leagas i Tony Wakeford. Prethodna dva člana napustili su sastav 1984., odnosno 1985. Od tada sastav vodi Douglas P. koji često surađuje s drugim glazbenicima. 
Glazbeni stil Death in Junea višestruko je mijenjan tijekom povijesti sastava koja seže preko četiri desetljeća. Na početku je glazba bila pod utjecajem post-punka i industriala, no s vremenom je sve više padala pod utjecaj akustične i narodne glazbe. Douglas P. imao je ključnu ulogu u stvaranju neofolk žanra.

## Povijest
Douglas Pearce osnovao je Death in June 1981. u Engleskoj s Patrickom Leagasom i Tonyjem Wakefordom. Pearce i Wakeford bili su članovi političkog punk sastava Crisis koji je djelovao od 1977. do 1980.
Death in June dobio je ime 1981. tako što je Douglas P. u studiju čuo death in june (smrt u lipnju) umjesto death and gloom (smrt i sumornost).
Wakeford je izbačen iz sastava 1984. iz političkih razloga uključujući zbog njegovog članstva u National Frontu, britanske krajnjedesničarske stranke. Leagas je napustio sastav naredne godine tijekom turneje po Italiji. Pearce je tako postao jedini član sastava. Od tada je surađivao s brojnim drugim glazbenicima među kojima su: David Tibet sastava Current 93, Rose McDowall, Boyd Rice, Les Joyaux de la Princesse, John Murphy, Albin Julius sastava Der Blutharsch, Andreas Ritter sastava Forseti itd. 
Dvije godine kasnije Pearce je pomogao pri stvaranju britanske izdavačke kuće World Serpent Distribution te je osmislio njeno ime.
Godine 2010. Death in Juneu pridružio se slovački pijanist Miro Snejdr koji je od tada uz Pearcea jedini član sastava.

### Death in June i Hrvatska
U listopadu 1992., tijekom Domovinskog rata, Pearce je posjetio Hrvatsku te je obišao bojišnicu u blizini Karlovca. Dok je bio u  Zagrebu posjetio je Klinički bolnički centar Zagreb, tada jedinu kliniku u Hrvatskoj koja se bavi rehabilitacijom pojedinaca koji su ostali bez udova. Glavni zadatak klinike tada je bio da pomogne pacijentima da ponovno nauče hodati uz pomoć plastičnih nogu i da ponovno nauče dizati i držati predmete uz pomoć plastičnih ruku. Dana 8. listopada 1992., na godišnjici Odluke o raskidu državnopravnih sveza s ostalim republikama i pokrajinama SFRJ (Dan Hrvatskog sabora), Pearce je održao koncert u zagrebačkom klubu Jabuka. To je bio prvi koncert nekog britanskog sastava u neovisnoj Hrvatskoj. Godine 1993. objavljen je dvostruki album Something is Coming koji sadrži snimku nastupa u Jabuci i snimke pet starijih skladbi koje su ponovno snimljene 9. listopada 1992. u studijima HRT-a. Prihod stečen prodajom albuma doniran je Kliničkom bolničkom centru Zagreb koji je kupio aparate u vrijednosti od 16 do 20 tisuća funti.
Zagreb se spominje u pjesmi Rose Clouds of Holocaust istoimenog albuma iz 1995. 
Hrvatska i Domovinski rat glavne su teme albuma Death in June Presents: KAPO! iz 1996.
Na singlu We Said Destroy iz 2000. semplirana je pjesma Past će bomba na Beograd Đuke Čaića.
Godine 2010. objavljen je album Peaceful Snow/Lounge Corps koji nosi ime po pjesmi Peaceful Snow. Tema te pjesme je Bitka za Vukovar.

## Diskografija

### Albumi
- The Guilty Have No Pride (6. lipnja 1983.)
- Burial (15. rujna 1984.)
- Nada! (12. listopada 1985.)
- The World That Summer (22. srpnja 1986.)
- Brown Book (30. lipnja 1987.)
- Östenbräun (1989.) s Les Joyaux de la Princesseom
- The Wall of Sacrifice (ožujak 1989.)
- But, What Ends When the Symbols Shatter? (25. kolovoza 1992.)
- Rose Clouds of Holocaust (20. svibnja 1995.)
- Death in June Presents: Occidental Martyr (30. studenog 1995.)
- Death in June Presents: KAPO! (6. lipnja 1996.)
- Scorpion Wind: Heaven Sent (24. srpnja 1996.) s Boydom Riceom pod zajedničkim nazivom Scorpion Wind
- Take Care & Control (1. siječnja 1998.)
- Operation Hummingbird (13. lipnja 2000.)
- All Pigs Must Die (23. studenog 2001.)
- Alarm Agents (29. listopada 2004.) s Boydom Riceom
- Free Tibet (3. lipnja 2006.)
- The Rule of Thirds (18. ožujka 2008.)
- Peaceful Snow/Lounge Corps (9. studenog 2010.)
- The Snow Bunker Tapes (13. ožujka 2013.)
- Essence! (30. studenog 2018.)
- NADA-IZED! (13. prosinca 2022.)

### Albumi uživo
| Godina | Naslov                        | Format, bilješke                              |
| ------ | ----------------------------- | --------------------------------------------- |
| 1987.  | Oh How We Laughed             | LP, CD, snimka uživo iz 1982.                 |
| 1989.  | Live In Japan                 | LP, snimka uživo                              |
| 1991.  | Night and Fog                 | LP, CD, snimka uživo iz 1984.                 |
| 1991.  | Frankfurt Sound Depot         | CD, sadrži snimku uživo iz 1991.              |
| 1993.  | Something is Coming           | 2 × LP, 2 × CD, snimka uživo iz Zagreba 1992. |
| 1999.  | Heilige!                      | CD, snimka uživo iz Melbournea 1999.          |
| 1999.  | Only Europa Knows             | CD, snimka uživo iz 1999.                     |
| 2008.  | Black Angel – Live!           | LP, CD                                        |
| 2013.  | Live At The Edge Of The World | ?, snimka uživo iz Bresta 2011.               |
| 2013.  | Live in Wien                  | 2 x CD, snimka uživo iz 2011.                 |

### Singlovi i EP-ovi
| Godina | Naslov                                                                                      | Format, bilješke              |
| ------ | ------------------------------------------------------------------------------------------- | ----------------------------- |
| 1982.  | Heaven Street                                                                               | vinil, 12"                    |
| 1982.  | State Laughter / Holy Water                                                                 | 7"                            |
| 1984.  | The Calling                                                                                 | 12"                           |
| 1985.  | Born Again                                                                                  | 12"                           |
| 1985.  | Come Before Christ And Murder Love                                                          | 7"                            |
| 1987.  | To Drown A Rose                                                                             | 10", EP                       |
| 1992.  | Paradise Rising                                                                             | CD                            |
| 1993.  | Cathedral Of Tears                                                                          | 12"                           |
| 1994.  | Sun Dogs                                                                                    | CD                            |
| 1995.  | Leopard Flowers                                                                             | 7"                            |
| 1995.  | Black Whole Of Love                                                                         | (7" + 10" + 12" + CD          |
| 1998.  | Passion! Power!! Purge!!!                                                                   | CD                            |
| 2000.  | Thank You!                                                                                  | vinil, 7", s Der Blutharschom |
| 2000.  | We Said Destroy                                                                             | ?, s Fire + Iceom             |
| 2000.  | Torhaus Dölitz, Leipzig 11.06.000                                                           | kazeta, EP                    |
| 2009.  | Some Of Our Best Friends Live In South America (Black Radio) / Sons Of Europe (Slaughtered) | vinil, 7"                     |
| 2010.  | Peaceful Snow / The Maverick Chamber                                                        | ?                             |
| 2011.  | Heaven Street                                                                               | ?                             |
| 2011.  | Peaceful Snow / The Maverick Chamber – Totenpop Versions                                    | 7"                            |
| 2020.  | Kameradschaft                                                                               | ‎4 datoteke, MP3, EP           |

### Kompilacije
| Godina | Naslov                  | Format, bilješke                                              |
| ------ | ----------------------- | ------------------------------------------------------------- |
| 1985.  | Untitled                | ?                                                             |
| 1986.  | Lesson 1: Misanthropy   | LP, materijal od 1981. do 1984.                               |
| 1987.  | Archive Material        | vrpca, materijal od 1980. do 1984.                            |
| 1989.  | The Corn Years          | CD, materijal od 1986. do 1988.                               |
| 1989.  | 93 Dead Sunwheels       | 12″, CD, materijal od 1984. do 1987.                          |
| 1990.  | 1888                    | split 12″ sa sastavom Current 93, materijal od 1986. do 1990. |
| 1990.  | The Guilty Have No Past | ?                                                             |
| 1991.  | The Cathedral of Tears  | CD, materijal od 1986. do 1988.                               |
| 1997.  | DISC-riminate           | 2 × CD, materijal od 1981. do 1997.                           |
| 2005.  | Abandon Tracks          | 2 × LP, CD, reinterpretacije, remiksi, rijetke snimke         |
| 2006.  | The Phoenix Has Risen   | CD, snimke uživo iz 1981. i 1983.                             |
| 2009.  | Symbols and Clouds      | snimke iz 1992. – 1995. i 2005. – 2008.                       |
| 2010.  | Nascosto Tra Le Rune    | CD + knjiga Alda Chimentija                                   |
| 2017.  | Euro Cross              | ?                                                             |

### Pojave na kompilacijama
| Godina | Naslov                          | Format, bilješke                                        |
| ------ | ------------------------------- | ------------------------------------------------------- |
| 1983.  | New Horizons                    | vrpca                                                   |
| 1983.  | The Angels are Coming           | 2 x vrpca                                               |
| 1984.  | From Torture to Conscience      | LP, kompilacija sadrži materijal koji nije s albuma     |
| 1996.  | Sacred War                      | CD                                                      |
| 1994.  | Im Blutfeuer                    | CD, kompilacija sadrži materijal koji nije s albuma     |
| 1996.  | Terra Serpentes                 | CD                                                      |
| 1996.  | The Pact: Flying in the Face... | CD, kompilacija sadrži materijal koji nije s albuma     |
| 1996.  | Riefenstahl                     | 2 × CD, kompilacija sadrži materijal koji nije s albuma |
| 1998.  | Thorak                          | 2 × CD, kompilacija sadrži materijal koji nije s albuma |
| 1999.  | Der Tod im Juni                 | CD, kompilacija sadrži materijal koji nije s albuma     |
| 1999.  | Hate People Like Us             | CD                                                      |
| 1999.  | The Torture Garden              | CD                                                      |
| 2002.  | Fire Danger Season              | 4 x CD                                                  |
| 2003.  | Steelnights                     | 4 × CD, sadrži snimku uživo iz 2001.                    |
| 2005.  | Looking for Europe              | 4 x CD, 4 x CD + knjiga                                 |
| 2006.  | Forseti Lebt                    | CD                                                      |

### Videji
| Godina | Naslov                   | Format, bilješke                                                                           |
| ------ | ------------------------ | ------------------------------------------------------------------------------------------ |
| 2002.  | Live in Italy 1999       | VHS, DVD, uživo u Italiji 1999.                                                            |
| 2006.  | Live in New York         | DVD, uživo u New York Cityju 2002.                                                         |
| 2006.  | Behind the Mask          | DVD, dokumentarac i intervju s Douglasom P.                                                |
| 2006.  | The Guilty Have No Pride | CD + DVD, uživo u Londonu 1982.                                                            |
| 2006.  | The Eye Volume 14        | DVDr, DVD-Video, intervjui s Boydom Riceom i Douglasom P.                                  |
| 2013.  | Runes & Men Festival     | 4 x DVDr, CDr, materijal sastava Death in June, Die Weisse Rose i :Of The Wand & The Moon: |

### Počasti
| Godina | Naslov                  | Format, bilješke |
| ------ | ----------------------- | ---------------- |
| 1995.  | Reaping Time            | Vrpca            |
| 1995.  | Heilige Tod             | CD               |
| 2002.  | Taciturne: Tod im Juli  | CDR              |
| 2008.  | Down in June: Covers... | CD               |

## Vanjske poveznice
- Službena web-stranica
- Death in June Archive